# Епархия Колвези
Епархия Колвези (лат. Dioecesis Koluezensis) — епархия Римско-Католической Церкви с центром в городе Колвези, Демократическая Республика Конго. Епархия Колвези входит в митрополию Лубумбаши.

## История
11 марта 1971 года Святой Престол учредил апостольский префектура Колвези, выделив её из епархия Камины.

## Ординарии епархии
- епископ Victor Petrus Keuppens (1971 — 1974);
- епископ Floribert Songasonga Mwitwa (1974 — 1998);
- епископ Nestor Ngoy Katahwa (2000 — по настоящее время).